# 彼得·海涅·尼尔森
彼得·海涅·尼尔森（Peter Heine Nielsen，1973年5月24日—），丹麦国际象棋棋手、教练，特级大师。
尼尔森于1994年获国际特级大师（International Grandmaster）称号。他曾于1996年、1999年、2001年、2003年、2008年五度获得丹麦国际象棋全国冠军。2002年至2012年间，他曾是世界冠军维斯瓦纳坦·阿南德的教练。2013年起，他成为了世界冠军马格努斯·卡尔森的教练。
尼尔森的妻子维多利亚·希米利特为立陶宛国际象棋特级大师。